# 舊弗內斯 (特拉華州)
舊弗內斯（英語：Old Furnace）是位於美國特拉華州蘇塞克斯縣的一個非建制地區。該地的面積和人口皆未知。

## 地理
舊弗內斯的座標為38°40′01″N 75°31′01″W / 38.66694°N 75.51694°W，而該地的平均海拔高度為6米（即20英尺）。